# Phá vỡ mức giá
Phá vỡ mức giá hay phá vỡ giá trong phân tích kỹ thuật là khi giá vượt qua mức hỗ trợ hoặc mức kháng cự để sau đó ổn định/dao động ở các mức trên mức kháng cự cũ hoặc ổn định/dao động ở các mức dưới mức hỗ trợ cũ.
Trong biểu đồ phân tích kỹ thuật một phá vỡ giá xảy ra khi giá chứng khoán hay giá hàng hóa vượt ra ngoài khu vực của một mô hình giá, thường đi kèm với khối lượng giao dịch gia tăng mạnh và độ biến động giá rất cao (bước giá tăng hoặc giảm đột ngột và mãnh liệt). Thông thường giá cả giao dịch của chứng khoán hay hàng hóa dao động trong khoảng hỗ trợ và kháng cự, nên khi nó phá vỡ hoặc là rào cản này hoặc là rào cản kia thì các thương nhân nói chung phải xem xét hướng mà nó hướng tới như là một xu hướng giá (tăng hay giảm). Điều này có thể phát tín hiệu "Mua" hoặc "Bán", phụ thuộc vào việc rào cản nào bị phá vỡ. Trong tiếng Anh, đôi khi người ta phân biệt phá vỡ tăng giá với phá vỡ giảm giá, trong đó phá vỡ tăng giá gọi là breakout, còn phá vỡ giảm giá gọi là breakdown.
Trong thị trường cho phép các giao dịch bán khống (short selling) thì các thương nhân nói chung sẽ tăng cường bán khống tài sản cơ sở khi giá của tài sản đó phá vỡ xuống dưới mức hỗ trợ, do nó là chỉ dẫn rõ ràng rằng gấu (từ chỉ thị trường giá giảm hoặc tập hợp các thương nhân kiếm lời bằng cách nắm đoản vị/bán khống rồi sau đó đóng trạng thái bằng cách mua lại khi giá đã ở mức thấp hơn) đang kiểm soát thị trường và áp lực bán ra rất chắc chắn là sẽ xảy ra sau đó.
Ngược lại, khi giá của tài sản đó phá vỡ lên trên mức kháng cự thì họ buộc phải khẩn trương đóng trạng thái bán khống (short covering), do nó là chỉ dẫn rõ ràng rằng bò (từ chỉ thị trường giá tăng hoặc tập hợp các thương nhân kiếm lời bằng cách nắm trường vị/nắm tài sản cơ sở đẩy giá và/hoặc đẩy bù hoãn bán (backwardation) lên mức rất cao nhằm buộc các thương nhân nắm đoản vị/đã bán khống phải đóng trạng thái đoản vị này, nếu như không muốn rơi vào tình trạng đóng trạng thái bắt buộc khi giá đã ở mức cao hơn) đang kiểm soát thị trường và áp lực mua vào rất chắc chắn là sẽ xảy ra sau đó.

## Công cụ xác định
Các công cụ kỹ thuật nhằm xác định điểm phá vỡ giá được sử dụng có thể là các đường trung bình trượt, các đường xu hướng, các mẫu hình giá (như mẫu hình đầu và vai, các mẫu hình nến v.v.) cùng các chỉ số kỹ thuật khác.